# Азор
Азо́р (ивр. אזור‎) — местный совет в Тель-Авивском округе в Израиле.

## География
Город расположен в южной части прибрежной равнины Израиля, на высоте 23 метра над уровнем моря, к юго-востоку от Тель-Авива в городской агломерации Гуш-Дан. На юго западе граничит с городом Холон, с которым плотно связан в инфраструктурном аспекте. На северо-востоке от города протекает река Аялон. Город расположен в центре Израиля, в одном из самых густонаселённых районов страны. Населяют Азор в основном евреи. К югу от города протекает река Ярон[уточнить].
Рядом с городом проходят шоссе № 44 и шоссе № 1

## История

### Древняя история
Населённые пункты различной важности существовали на месте Азора с доисторических времён. Впервые название Азор упоминается в ассирийских надписях, повествующих о завоеваниях ассирийского царя Синаххериба в 701 году до н. э. В городе была обнаружена синагога времён византийского владычества на территории Эрец-Исраэль, это говорит о том, что и тогда евреи населяли эти места. Во времена третьего крестового похода (1189—1192) английский король Ричард I Львиное Сердце создал на территории современного Азора укрепление, которое должно было защищать дорогу на Иерусалим.
В XIII веке впервые упоминается арабское Язур, это название не раз встречается в письмах путешественников и паломников; в письмах сказано, что все немусульмане должны были заплатить за проезд по Азору.

### Современная история
Во время беспорядков 1936—1939 годов в Азоре укрепились арабские националисты, обстреливавшие еврейские транспортные колонны, что привело к огромным жертвам. Во время войны за независимость Израиля арабские националисты перекрыли стратегически необходимое шоссе Тель-Авив-Иерусалим, что и вызвало блокаду Иерусалима, где в то время находилось достаточно большое количество еврейских жителей.
В боях за прорыв блокады погибли семь членов Хаганы, и в их честь установлен памятный мемориал. После освобождения города от арабов здесь был основан еврейский город Азор. Большинство жителей нового города составили репатрианты из Польши, Венгрии, Румынии, Болгарии и Турции. В 1951 году поселение получило статус местного совета.
В ходе археологических работ, проведённых на территории Азора, было обнаружено множество исторических объектов: доисторическая стоянка и захоронения, а также кладбище медно-каменного века с керамическими оссуариями; бассейн византийского периода; памятники ханаанейской, филистимской, древнеизраильской и римской эпох; надпись и изображение меноры в руинах синагоги; остатки крепости времён крестовых походов, одна из башен которой была позднее превращена в мечеть; увенчанное куполами строение, которое мусульмане считают гробницей имама Али.

## Культура и спорт
В Азоре есть дом культуры, две библиотеки и спортивный центр с бассейном, футбольным полем и теннисным кортом.

## Герб города
Герб города Азор заключает в себе информацию о прошлом города
- Чёрная диагональ, символизирует древнюю дорогу Иерусалим-Яффо.
- Семь звёзд на диагонали, символизируют 7 бойцов Армии обороны Израиля, погибших при наступлении на город.
- Крепость в верхней части герба, символизирует исторические постройки в Азоре.
- Кустарники символизируют, бывшее арабское название города.
- Здания внизу герба символизируют современный город, здесь изображено здание местного совета и промышленное предприятие[2].

## Население
По данным Центрального статистического бюро Израиля, население на начало 2020 года составляло 12 957 человек.
Население города, в зависимости от возраста.
| Возраст (в годах) | Процент в населении города % |
| ----------------- | ---------------------------- |
| 0-4               | 7,2 %                        |
| 5-9               | 7,2 %                        |
| 10-14             | 7,2 %                        |
| 15-19             | 7,2 %                        |
| 20-29             | 16,4 %                       |
| 30-44             | 20,2 %                       |
| 45-59             | 20,1 %                       |
| более 60          | 14,5 %                       |

Источник: Центральное статистическое бюро Израиля. Архивировано из оригинала 14 августа 2012 года..

## Галерея
- Вид на город Тель-Авив из Азора
- Замок крестоносцев в Азоре
- Каменный саркофаг около моря
- Мемориал памяти евреев, погибших при освобождении Азора от арабских сил
- Дерево
- Мемориал в Азоре
- Герб города Азор